# Saint Mary-of-the-Woods
Saint Mary-of-the-Woods est une census-designated place située dans le comté de Vigo, dans l’État de l'Indiana, aux États-Unis. Lors du recensement de 2020, elle compte 767 habitants.